# كاستيلانوس دي كاسترو
بلدية كاستيلانوس دي كاسترو (بالإسبانية: Castellanos de Castro)‏، هي إحدى بلديات مقاطعة برغش، التي تقع في منطقة قشتالة وليون، والتي تقع في شمال غرب إسبانيا.
يبلغ عدد سكانها 67 نسمة وفقاً لإحصائية سنة (2002).